# 塔拉鲁维亚斯
塔拉鲁维亚斯，是西班牙埃斯特雷马杜拉巴达霍斯省的一个市镇。总面积339平方公里，总人口3602人（2001年），人口密度11人/平方公里。